# Marks Peak
Marks Peak är en bergstopp i Antarktis. Den ligger i Västantarktis. Inget land gör anspråk på området. Toppen på Marks Peak är 3 325 meter över havet. Marks Peak ingår i Executive Committee Range.
Terrängen runt Marks Peak är huvudsakligen kuperad, men västerut är den bergig. Marks Peak är den högsta punkten i trakten. Trakten är obefolkad. Det finns inga samhällen i närheten.